# Joseph Meyer (Ruderer)
Joseph Meyer war ein Schweizer Ruderer, der bei den Olympischen Spielen 1928 Zweiter im Vierer mit Steuermann wurde.
Joseph Meyer war zusammen mit Ernst Haas, Karl Schwegler, Otto Bucher und Fritz Bösch bereits in den Vorrunden mehrfach auf den ersten Platz gekommen, wurde aber im Final von den Italienern auf den zweiten Platz gedrängt. Meyer startete für den RC Reuss Luzern.